# 普萊恩維尤 (明尼蘇達州)
普萊恩維尤（英語：Plainview）是一個位於美國明尼蘇達州瓦巴沙縣的城市。

## 歷史
普萊恩維尤於1857年成立，1875年升格為城市，因其海拔相對較高，能一覽平原的景色而得名。普萊恩維尤的郵局自1857年營運至今。

## 人口
根據2020年美國人口普查的數據，普萊恩維尤的面積為5.55平方千米，皆為陸地。當地共有人口3483人，而人口密度為每平方千米628人。